# Роетье, Жозеф
Жозеф Роэттир (фр. Joseph Roëttiers, 1635, Антверпен — 1703, Париж) — английский и французский медальер и резчик монетных штемпелей. Отец французского медальера Жозефа-Шарля Роэттира.

## Биография
Родился в Антверпене, в семье голландского ювелира, медальера и резчика монетных штемпелей Филиппа Роэттира. С 1670 по 1672 (или 1673) год работал помощником гравёра на Лондонском монетном дворе. В 1673 году переехал во Францию. В 1674 году принял французское подданство, в том же году начал работать медальером и резчиком монетных штемпелей на Парижском монетном дворе. В 1682 году назначен генеральным гравёром монет Франции.
За участие в создании серии медалей, выпускавшихся по распоряжению короля Людовика XIV, получил звание «Первого гравёра истории в медалях».